# Domenico Ammirato
Domenico Ammirato (Napoli, 18 marzo 1833 – ca 1892) è stato un pittore italiano.

## Biografia
Allievo di Gabriele Smargiassi all'Istituto di Belle Arti di Napoli, del quale adotta modi, soggetti, cromatismi ed effetti luministici, si dedica all'insegnamento del disegno. Nominato professore ordinario di pittura all'Istituto Internazionale di Napoli, vi rimane fin quando il conte dell'Aquila lo assume alla corte borbonica, come insegnante di disegno dei suoi figli.
Partecipa per la prima volta, ancora giovanissimo, alla Mostra Borbonica nel 1848, e successivamente all'edizione del 1851.
Nel 1875 e nel 1877 invia i suoi dipinti alla mostra di Firenze, ed è presente con le sue opere a numerose edizioni della Promotrice Napoletana, dal 1862 al 1891.
Nel 1891 presenta 4 dipinti all'Esposizione Nazionale di Palermo. Una sua Veduta di Napoli da Posillipo, del 1861, è conservata a Roma nel Palazzo del Quirinale.